# Pararge montana
Pararge montana är en fjärilsart som beskrevs av Hormuzaki 1897. Pararge montana ingår i släktet Pararge och familjen praktfjärilar. Inga underarter finns listade i Catalogue of Life.